# Perdita biornata
Perdita biornata är en biart som beskrevs av Timberlake 1980. Perdita biornata ingår i släktet Perdita och familjen grävbin. Inga underarter finns listade i Catalogue of Life.